# Ellen DeGeneres
Ellen Lee DeGeneres (Metairie, Louisiana, 26 januari 1958) is een Amerikaanse actrice, stand-upcomédienne en van 2003 tot 2023 presentatrice van haar dagelijkse tv-praatprogramma The Ellen DeGeneres Show.

## Stand-up
Nadat ze de middelbare school had afgerond en besloten had dat een vervolgopleiding niets voor haar was, had Ellen DeGeneres uiteenlopende baantjes: van koerier voor een advocatenbureau tot verkoper van stofzuigers. De ontdekking van stand-upcomedy was bepalend voor haar leven. Ze begon op te treden in clubs waar ze als vrouw tussen haar overwegend mannelijke collega's behoorlijk opviel. In 1982 werd ze genomineerd voor de titel 'Funniest person in America'. Dit gaf haar grotere bekendheid waardoor ze meer kon optreden en van die optredens kon gaan leven.

## Televisie
In 1989 verscheen ze op televisie in een bijrol in de komedie Open House. De serie werd niet goed ontvangen en na één seizoen stopgezet. In 1992 speelde ze een rol in de nieuwe serie Laurie Hill, die zo slecht scoorde dat al na vijf afleveringen werd besloten met het programma te stoppen. Haar eerste succes op televisie was met de sitcom These Friends of Mine, in het tweede seizoen omgedoopt tot Ellen aangezien zij al snel de spil van de serie werd. De komedie werd uitgezonden van 1994 tot 1998, had goede kijkcijfers en werd gewaardeerd door televisiecritici. Ellen DeGeneres schreef mee aan de scripts en was een van de producenten. Ze werd regelmatig de vrouwelijke Seinfeld genoemd. De serie werd buiten de Verenigde Staten in verschillende landen uitgezonden, waaronder in Nederland en België.

## Coming-out
Een hoogtepunt in aandacht en kijkcijfers was de gelijktijdige coming-out van DeGeneres en haar personage Ellen Morgan in de serie in april 1997. Bij deze gebeurtenis werd door de internationale pers uitgebreid stilgestaan. Ellen Morgan was het eerste openlijk lesbische hoofdpersonage in een populaire Hollywoodcomedy. De coming-out aflevering (The Puppy Episode) behoorde tot de best bekeken en hoogst gewaardeerde afleveringen van de serie. Hoewel het niet haar doel of ambitie was, werd ze in de rol van homorechtenactivist gedrongen. Na The Puppy Episode veranderde de sitcom in een serie over homoseksualiteit. De kijkcijfers daalden, sponsors trokken zich terug en ABC zette de serie stop. DeGeneres had daarna moeite om nieuw televisiewerk te krijgen en keerde daarom terug naar het stand-upcomedy-circuit. In 2000 werd een opname van haar theaterprogramma The Beginning gemaakt en uitgezonden als HBO-special. Voor HBO produceerde ze dat jaar bovendien de film If These Walls Could Talk 2, waarin ze zelf ook een rol speelt.

## Moeizame jaren
In 2001 maakte DeGeneres een comeback met de nieuwe comedy The Ellen Show. Haar personage was opnieuw lesbisch, maar dit keer vormde dat niet het centrale thema van het programma. De serie kreeg goede kritieken, maar had slechte kijkcijfers (onder andere door de nasleep van 9/11) en werd na één seizoen gestopt.
In 2003 maakte ze een nieuw theaterprogramma, getiteld Here and Now (dat opnieuw door HBO gefilmd werd) en sprak ze de stem in van Dory in de animatiefilm Finding Nemo. Het succes van de film werd door critici voor een belangrijk deel aan haar bijdrage toegeschreven en een Oscar-nominatie voor Best Supporting Actress werd overwogen.

## Comeback
In september 2003 ging haar tv-praatprogramma The Ellen DeGeneres Show van start. Het werd een hit en markeerde voor DeGeneres haar televisie-comeback. De show kreeg in het eerste seizoen elf nominaties voor Daytime Emmy Awards en won er vier, waaronder Beste Praatprogramma. In 2005, 2006, 2007 en 2008 won het tv-programma nog eens 19 Daytime Emmy Awards, waartoe onder andere vier onderscheidingen voor Beste Praatprogrammagastvrouw. Het is het eerste praatprogramma in de Amerikaanse televisiegeschiedenis dat in de eerste vier jaar van zijn bestaan vier achtereenvolgende jaren werd uitgeroepen tot Beste Praatprogramma.
Sinds de start van The Ellen DeGeneres Show won Ellen bovendien meerdere People's Choice Awards. In vier opeenvolgende jaren werd ze uitgeroepen tot Favoriete Grappige Vrouwelijke Beroemdheid (2005, 2006, 2007, 2008) en vijfmaal op rij tot Favoriete Praatprogrammagastvrouw (2005, 2006, 2007, 2008, 2009).
Haar populariteit kwam bovendien tot uitdrukking in haar uitverkiezing tot presentator van de Primetime Emmy Awards in 2005 en het Oscar-gala van 2007 en 2014.
The Ellen DeGeneres Show wordt behalve in de Verenigde Staten uitgezonden in Canada, Australië, Nieuw-Zeeland, Venezuela, Zuid-Afrika, Zweden, Nederland, Brazilië en Groot-Brittannië.
Op 16 september 2008 werd bekend dat DeGeneres het nieuwe gezicht voor CoverGirl werd. Zij volgde hiermee Drew Barrymore en Queen Latifah op.
In 2012 kreeg DeGeneres een ster op de Hollywood Walk of Fame. In november 2016 reikte Barack Obama haar de hoogste Amerikaanse onderscheiding voor burgers uit: de Presidential Medal of Freedom.
In 2018 maakte ze voor het eerst sinds 2003 voor Netflix weer een stand-upcomedy special: Ellen DeGeneres: Relatable.

## Einde talkshow
In juli 2020 verschenen er berichten in de media waarin anonieme voormalige werknemers de show ervan beschuldigden een giftige werkplek te zijn en de uitvoerende producenten beschuldigden van intimidatie en het ruimte laten voor racistische opmerkingen en pesterijen. Na een onderzoek van WarnerMedia verontschuldigde DeGeneres zich bij haar personeel en schreef ze dat haar show een plek zou moeten zijn waar 'niemand ooit zijn stem zou verheffen en iedereen met respect zou worden behandeld' en dat ze 'teleurgesteld was toen ze hoorde dat dit niet het geval was'. Na het onderzoek vertrokken drie leidinggevenden en de show beloofde stappen te zetten om de cultuur te veranderen.
In mei 2021 maakte DeGeneres bekend in 2022 na negentien seizoenen met haar show te stoppen. Ze ontkende een verband met de affaire rond de sfeer rond de show en zei dat het dagelijks programma haar geen uitdaging meer bood. De laatste aflevering van haar dagelijkse tv-show werd op 29 april 2022 opgenomen en op 26 mei in Amerika uitgezonden.
In juli 2024 kondigde DeGeneres aan volledig te stoppen in de showbusiness.

## Eleveneleven
Op 26 mei 2010 startte Ellen met haar eigen platenlabel eleveneleven. Dit deed ze na het ontdekken van Greyson Chance op YouTube.

## Privéleven
DeGeneres leek aanvankelijk besloten te hebben op televisie niet meer over haar privéleven te spreken, maar dat maakte haar niet minder interessant voor de roddelpers. Haar liefdesleven wordt breed uitgemeten. Aan het stuklopen van haar relatie met Anne Heche in 2000, met wie zij samen haar publieke coming-out had beleefd, werd veel aandacht besteed. DeGeneres had daarna vier jaar lang een relatie met fotografe en actrice Alexandra Hedison, die zij in december 2004 verliet voor actrice Portia de Rossi. Zij wonen samen in Los Angeles.
Na jaren geen toespelingen meer op haar geaardheid te hebben gemaakt, spreekt DeGeneres zich sinds 2007 weer uit en staat ze in haar praatprogramma regelmatig stil bij 'hate crimes' en discriminatie tegen homoseksuelen. Tijdens de voorverkiezingen om de Democratische presidentskandidatuur ondervroeg zij Hillary Clinton in februari 2008 over haar stellingname in kwesties als het homohuwelijk en het Don't ask, don't tell-beleid. Nadat het Hooggerechtshof van Californië op 15 mei 2008 oordeelde dat het verbod op het homohuwelijk in strijd was met de federale grondwet en daarom opgeheven moest worden, maakte DeGeneres in haar eigen programma haar verloving met De Rossi bekend. Een week later confronteerde zij de Republikeinse presidentskandidaat John McCain met dit gegeven, die daarop moest uitleggen waarom hij principieel tegen het homohuwelijk is. Op 16 augustus trouwde DeGeneres met De Rossi in een ceremonie in kleine kring. De aflevering van haar praatprogramma waarin een reportage van haar trouwdag was opgenomen, werd op 18 april 2009 bekroond met een GLAAD Media Award.
In het jaar van haar huwelijk zette DeGeneres zich in voor de campagne tegen Proposition 8. Dit was een referendum dat in Californië tegelijk met de presidentsverkiezingen van 2008 werd gehouden om het homohuwelijk te verbieden door middel van een nieuwe passage in de Californische grondwet. Ze besteedde er veelvuldig aandacht aan in haar praatprogramma, sprak zich erover uit als gast in andere praatprogramma's en nam een spotje op waarin ze er bij kiezers op aandrong tegen te stemmen.

## Filmografie
- Open House Televisieserie - Margo Van Meter (1989-1990)
- Arduous Moon (1990) - Rol onbekend
- Laurie Hill Televisieserie - Nancy MacIntyre (1992)
- Coneheads (1993) - Coach
- Roseanne Televisieserie - Dr. Whitman (Afl., The Blaming of the Shrew, 1995)
- 9 (Computerspel, 1996) - The Octopus Lady (Stem)
- Mr. Wrong (1996) - Martha Alston
- Ellen's Energy Adventure (1996)
- Mad About You Televisieserie - Nancy Bloom (Afl., The Finale, 1998)
- Goodbye Lover (1998) - Sgt. Rita Pompano
- Dr. Dolittle (1998) - Prologue Dog (Stem)
- Ellen Televisieserie - Ellen Morgan (109 afl., 1994-1998)
- Edtv (1999) - Cynthia Topping
- The Love Letter (1999) - Janet Hall
- If These Walls Could Talk 2 (Televisiefilm, 2000) - Kal (Segment '2000')
- Will & Grace Televisieserie - Sister Louise (Afl., My Uncle the Car, 2001)
- On the Edge (Televisiefilm, 2001) - Operator (Segment 'Reaching Normal')
- Reaching Normal (2001) - Operator
- The Ellen Show Televisieserie - Ellen Richmond (18 afl., 2001-2002)
- Finding Nemo (2003) - Dory (Stem)
- My Short Film (2005) - Ellen
- Joey Televisieserie - Zichzelf (Afl., Joey and the Sex Tape, 2005)
- The Ellen DeGeneres Show - Vanaf 8 september 2003 tot heden, anno april 2021 zo'n 3000 afleveringen.
- Finding Dory (2016) - Dory (Stem)

## Trivia
- In het attractiepark Epcot wordt de darkride Ellen's Energy Adventure door (filmbeelden van) DeGeneres gepresenteerd. In het dinosaurusgedeelte is bovendien een animatronic van haar te zien.